# Hans Brausewetter
Hans Brausewetter, född 27 maj 1899 i Málaga, Spanien, död 29 april 1945 i Berlin, var en tysk skådespelare. Han medverkade i runt 140 tyska filmer. Han avled i slaget om Berlin efter att ha utsatts för granateld.

## Filmografi, urval
- 1931 – Till polisens förfogande
- 1932 – Kärlek vid första ögonkastet
- 1932 – Hoppla, här kommer jag!
- 1932 – Två unga hjärtan
- 1939 – Ungkarlarnas paradis
- 1941 – Storstädning i familjen
- 1942 – Håll mej kär!
- 1943 – En kvinna lever farligt
- 1943 – Münchhausen